# Sam Harris
Sam Harris (n. 9 aprilie 1967, Los Angeles, California, SUA) este un scriitor și cercetător în domeniul neuroștiinței. Este cunoscut pentru cărțile sale critice la adresa religiei, The End of Faith (2004) și Letter to a Christian Nation (2006), ultima scrisă ca răspuns la criticile primite la publicarea primei cărți. În 2009 a obținut un doctorat în neuroștiință la University of California efectuând studii ce mǎsoarǎ efectele credinței, necredinței și incertitudinii asupra creierului. 

## Presă și apariții în media
Harris scrie pe bloguri ale unor publicații precum Washington Post, Huffington Post, sau Truthdig și a avut articole publicate în presa americană, și anume, în Newsweek, New York Times, Los Angeles Times, Boston Globe precum și ziarul britanic The Times. A apǎrut și în numeroase emisiuni radio și TV, printre care și The O'Reilly Factor, Real Time sau The Colbert Report, precum și în documentarul Beyond Belief: Science, Religion, Reason and Survival sau podcastul Point of Inquiry.
Împreună cu soția sa, Annaka Harris, a pus bazele fundației Project Reason, care are ca membrii personalități ca: Steven Weinberg, Peter Atkins, Richard Dawkins, Daniel Dennett, Rebecca Goldstein, Harold Kroto, Ian McEwan, Salman Rushdie.

## Cărți scrise
- The End of Faith: Religion, Terror, and the Future of Reason. (2004). ISBN 0-393-03515-8
  - „Sfârșitul credinței: religie, teroare și viitorul rațiunii”, Editura Herald, 2016, ISBN 978-9731115634
- Letter to a Christian Nation (2006). ISBN 0-307-26577-3
- The Moral Landscape: How Science Can Determine Human Values (2010) ISBN 978-1-4391-7121-9 [9]
  - „Cum poate determina știința valorile umane. Peisajul moral”; Editura Paralela 45, 2013, ISBN 978-9734715039
- Lying (2011) ISBN 978-1940051000
- Free Will (2012). ISBN 978-1451683400
- Waking Up: A Guide to Spirituality Without Religion (2014) ISBN 978-1451636017
  - „Trezirea: ghid pentru o spiritualitate fără religie”, Editura Herald, 2015, ISBN 978-9731114941
- Islam and the Future of Tolerance (2015)